# Silke Andrea Schuemmer
Silke Andrea Schuemmer (* 20. Juni 1973 in Aachen) ist eine deutsche Schriftstellerin, Kunsthistorikerin und freie Journalistin. Sie schreibt Romane, Erzählungen, Lyrik und Essays.

## Leben und Wirken
Silke Andrea Schuemmer studierte von 1992 bis 2001 in Aachen Kunstgeschichte, Germanistik und Philosophie und wurde 2002 mit einer Arbeit über Maria Lassnig promoviert. Seit 2021 Dozentur für Lyrik an der Alice-Salomon-Hochschule. Sie ist mit Marcus Jensen verheiratet und lebt in Berlin.

## Werke
- Triptychon oder Salzig schmeckt der Algenstrang. (Mit Frottagen von Wolf Spies.) edition fiebig, Berlin 1996 ISBN 3-930516-10-1
- Die Form des Fisches ist sein Wissen über das Wasser (mit Holzschnitten von Krzysztof Jarzebinski). Edition Mariannenpresse, Berlin 1996. ISBN 3-922510-89-2.
- Einmal von außen, dann von innen – die Konstituierung des Ichs in den Selbstportraits Maria Lassnigs, ihre bildnerische Umsetzung von Gefühlen und Empfindungen und die Frage nach der Übertragbarkeit des literarischen Begriffs des 'Inneren Monologs' auf Selbstbildnisse. Diss. Aachen 2002.
- Remas Haus. Roman, kookbooks Idstein / Berlin 2004 ISBN 3-937445-10-2.
- Nixen fischen. Roman, Konkursbuch Tübingen 2017 ISBN 978-3-88769-569-9.
- Organische Portraits. Lyrik, Konkursbuch Tübingen 2021 ISBN 978-3-88769-496-8.

## Auszeichnungen
- 1991: Preisträgerin Treffen Junger Autoren
- 1993: Hattinger Förderpreis für junge Literatur
- 1994: Aufenthaltsstipendium des Kultursenats Berlin im Literarischen Colloquium Berlin
- 1994: Autorenwerkstatt Drehbuchschreiben, Katholische Medienakademie Ludwigshafen
- 1995: Arbeitsstipendium des Kultusministeriums NRW
- 1996: Stipendium Künstlerhaus Lukas Ahrenshoop
- 1996: foglio-Literaturpreis
- 1997: Christine-Lavant-Förderpreis für Lyrik, Wolfsberg (A)
- 1997: Kulturförderpreis der Stadt Selm
- 1998: Stadtschreiberin von Otterndorf
- 1999: Georg-Christoph-Lichtenberg-Preis für Literatur
- 2000: Gratwanderpreis
- 2002: Springorum-Denkmünze der RWTH Aachen
- 2003: Literaturpreis der Akademie Graz (A)
- 2005: Walter-Serner-Preis des Rundfunks Berlin-Brandenburg
- 2006: Förderpreis des Landes Nordrhein-Westfalen für junge Künstlerinnen und Künstler
- 2007: Agatha-Christie-Krimipreis
- 2009: Limburg-Preis des Kunstvereins Bad Dürkheim
- 2016: postpoetry.NRW Lyrikpreis der Gesellschaft für Literatur in NRW
- 2019: 2. Preis beim 30. Würth-Literaturpreis der Tübinger Poetik-Dozentur[2]
- 2021: INITIAL-Sonderstipendium der Akademie der Künste (Berlin)[3]
- 2024: Ehm-Welk-Literaturpreis des Landkreises Uckermark[4]